# Беј Сити (Мичиген)
Беј Сити (енгл. Bay City) град је у америчкој савезној држави Мичиген. По попису становништва из 2020. у њему је живело 32.661 становника.

## Демографија
Према попису становништва из 2010. у граду је живело 34.932 становника, што је -1.885 (-5.1%) становника више него 2000. године.
| Група             | 2000.          | 2010.          |
| Белци             | 32.333 (87,8%) | 29.532 (84,5%) |
| Афроамериканци    | 1.003 (2,7%)   | 1.222 (3,5%)   |
| Азијати           | 195 (0,5%)     | 159 (0,5%)     |
| Хиспаноамериканци | 2.473 (6,7%)   | 2.970 (8,5%)   |
| Укупно            | 36.817         | 34.932         |